# West Tamar Council
West Tamar Council is een Local Government Area (LGA) in Australië in de staat Tasmanië. West Tamar Council telt 21.833 inwoners. De hoofdplaats is Beaconsfield.